# Карликовая крапивниковая муравьеловка
Карликовая крапивниковая муравьеловка (лат. Myrmotherula brachyura) — вид птиц из семейства типичных муравьеловковых. Подвидов не выделяют. Распространён в Южной Америке.

## Описание
Карликовая крапивниковая муравьеловка является самым мелким представителем семейства типичных муравьеловковых; достигает длины 7—8 см и массы 6—8 г. Выражен половой диморфизм. У самцов голова, крылья и верхняя часть тела чёрного цвета с широкими белыми с желтоватым оттенком полосами. Горло белое, испещренное чёрными полосками, нижняя часть тела желтовато-серая. У самок голова охристо-коричневая, грудь желтовато-коричневая.

## Распространение и места обитания
Карликовая крапивниковая муравьеловка распространена в Южной Америке: Бразилия, Колумбия, Венесуэла, Гайана, Французская Гвиана, Суринам, Эквадор, Боливия и Перу. Обитает в равнинных тропических лесах и заболоченных лесах на высоте до 1100 м над уровнем моря. Питается насекомыми, пауками и другими беспозвоночными, которых ловит в кронах деревьев на высоте 8—25 м от земли.